# Saukkosaari (ö i Lappland, Rovaniemi)
Saukkosaari är en ö i Finland. Den ligger i sjön Paattinkijärvi och i kommunerna Ranua och Rovaniemi och landskapet Lappland, i den norra delen av landet, 700 km norr om huvudstaden Helsingfors. Öns area är 0,5 hektar och dess största längd är 140 meter i sydväst-nordöstlig riktning.